# Sodus (Nueva York)
Sodus es un pueblo ubicado en el condado de Wayne en el estado estadounidense de Nueva York. En el año 2000 tenía una población de 8,949 habitantes y una densidad poblacional de 50 personas por km².

## Geografía
Sodus se encuentra ubicado en las coordenadas 43°14′10″N 77°04′05″O / 43.23611, -77.06806.

## Demografía
Según la Oficina del Censo en 2000 los ingresos medios por hogar en la localidad eran de $39,528, y los ingresos medios por familia eran $46,286. Los hombres tenían unos ingresos medios de $34,935 frente a los $26,296 para las mujeres. La renta per cápita para la localidad era de $18,170. Alrededor del 12.2% de la población estaban por debajo del umbral de pobreza.